# Topograf

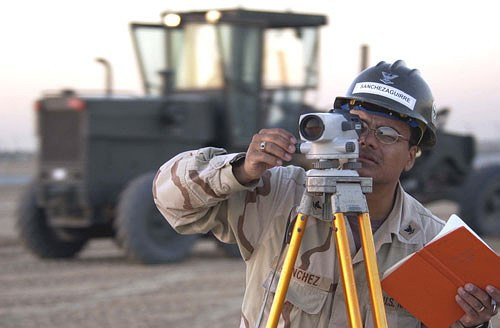
Topograf lucrând pe un şantier cu o nivelă optică

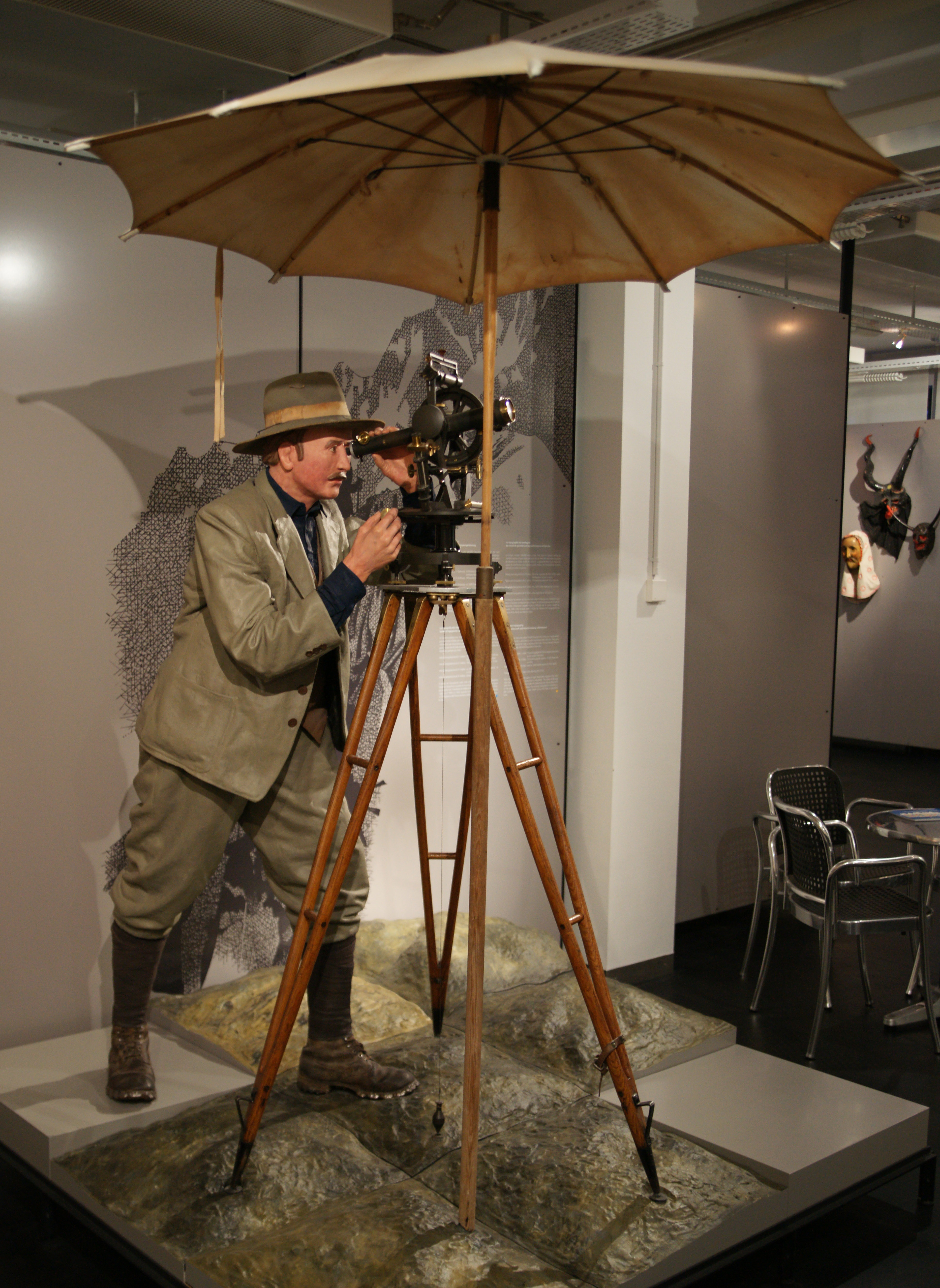
Dioramă cu un topograf măsurând cu un teodolit Hildebrand

Un topograf este un specialist în topografie, ramură a geodeziei care se ocupă cu tehnica măsurătorilor unei porțiuni a scoarței Pământului, cu determinarea poziției elementelor scoarței terestre pe suprafețe mici (considerate plane), precum și cu tehnica reprezentării grafice sau numerice a suprafețelor măsurate, în scopul întocmirii de hărți și planuri topografice.

## Standardizare internațională
La nivel internațional a fost adoptată Clasificarea Internațională Standard a Ocupațiilor – ISCO 08, la care a aderat și România, în baza Hotărârii Guvernului nr. 575 bis/1992 cu privire la realizarea unor nomenclatoare unitare de interes general prevăzute în concepția generală a informatizării în România, materializate prin Ordinul Comun nr. 1.832/856/2011 din 6 iulie 2011 privind aprobarea Clasificării ocupațiilor din România. Conform acestei clasificări, ocupația de inginer topograf are codul 216504, fiind încadrată în grupa 2165, Cartografi si topografi, iar cea de tehnician topograf are codul 311804 și este încadrată îm grupa 3118, Tehnicieni proiectanti.
Meseria de topograf este a doua meserie cunoscută ca vechime. Unele științe, cum ar fi geometria, au plecat chiar de la acest domeniu. Instrumentele frecvent utilizate de topografi sunt stațiile totale, receptorii GPS, nivelele optice sau cu laser, teodolitele clasice sau tahimetrele.